# 国道242号

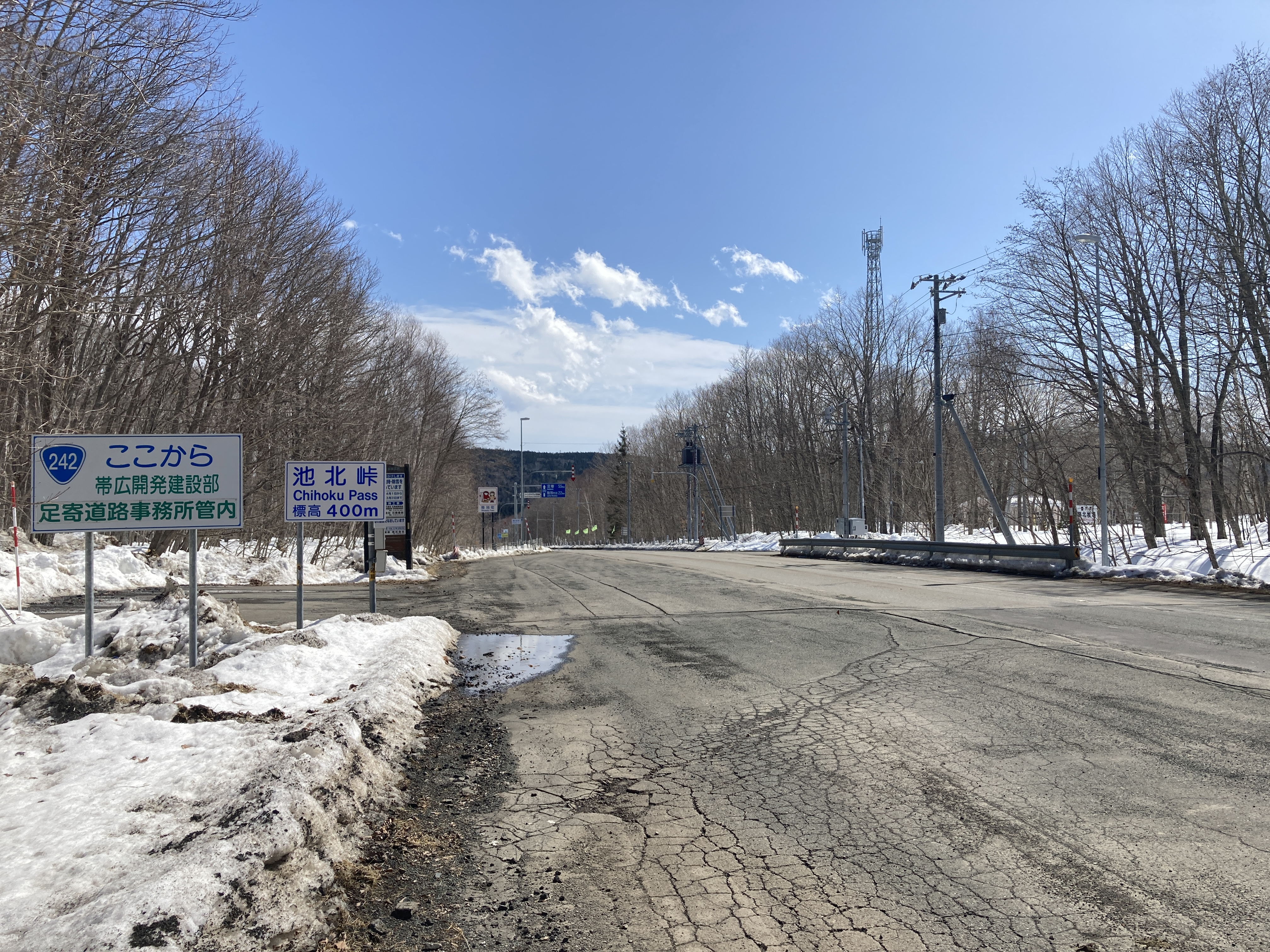
池北峠頂上（常呂郡置戸町）

国道242号（こくどう242ごう）は、北海道網走市から紋別郡湧別町や中川郡幕別町を経由して、帯広市に至る一般国道である。

## 概要

### 路線データ
一般国道の路線を指定する政令に基づく起終点および重要な経過地は次のとおり。
- 起点：網走市（網走市南4条西1丁目1番1[2]、国道39号・国道240号終点、国道243号・国道244号起点）
- 終点：帯広市（ 帯広市大通南1丁目5番1[2]、大通北1 / 大通南1交差点 = 国道38号上、国道236号起点、国道241号旧道終点）
- 重要な経過地：北海道常呂郡佐呂間町、紋別郡上湧別町[注釈 2]、同郡遠軽町、同郡生田原町[注釈 3]、常呂郡留辺蘂町[注釈 4]、足寄郡陸別町、同郡足寄町、中川郡本別町、同郡池田町、同郡幕別町
- 総延長 : 283.5 km（重用延長を含む。）[3][注釈 5]
- 重用延長 : 98.9 km[3][注釈 5]
- 未供用延長 : なし[3][注釈 5]
- 実延長 : 184.6 km[3][注釈 5]
  - 現道 : 184.6 km[3][注釈 5]
  - 旧道 : なし[3][注釈 5]
  - 新道 : なし[3][注釈 5]
- 指定区間：全線[4]

## 歴史
現行の道路法（昭和27年法律第180号）に基づく国道として初回指定された1953年（昭和28年）では、釧路根室線として指定されていた。1963年（昭和38年）に一級国道44号への昇格に伴って欠番となり、同日新たに指定された網走帯広線に採番された。

### 年表
- 1954年（昭和29年）3月30日 - 北海道道30号留辺蘂西足寄線（常呂郡留辺蘂町 - 中川郡西足寄町）、北海道道34号幕別西足寄線（中川郡幕別町 - 中川郡西足寄町）として道道認定[要出典]。
- 1963年（昭和38年）4月1日 - 二級国道242号網走帯広線（網走市 - 帯広市）として指定施行[7]。
- 1965年（昭和40年）4月1日 - 道路法改正により一級・二級区分が廃止されて一般国道242号として指定施行[1]。
- 1975年（昭和50年）4月1日 - 北海道道511号上湧別留辺蘂線を昇格編入し、常呂郡留辺蘂町（当時） - 網走市を国道39号重複から紋別郡湧別町経由に変更（昭和49年政令第364号）。

## 路線状況

### 通称
- 置戸国道[8]
  - 紋別郡湧別町の国道238号交点 - 常呂郡置戸町の区間の通称。置戸町と陸別町の町界以北、オホーツク総合振興局内の単独区間を指す。
- 陸別国道[9]
  - 足寄郡陸別町 - 国道38号・幕別町明野交差点の区間の通称。置戸町と陸別町の町界以南、十勝総合振興局内の単独区間を指す。

### 重複区間
- 国道39号・国道240号・国道243号（網走市（起点） - 網走市・大曲1交差点）
- 国道238号・国道239号（網走市・大曲1交差点 - 紋別郡湧別町北兵村三区）
- 国道333号（紋別郡遠軽町豊里 - 遠軽町生田原水穂）
- 国道39号（北見市留辺蘂町旭 - 北見市・旭中央町交差点）
- 国道241号（足寄郡足寄町・足寄駅前交差点 - 足寄町・郊南1丁目交差点）
- 国道274号（足寄郡足寄町・郊南1丁目交差点 - 中川郡本別町・南3丁目 / 南4丁目交差点）
- 国道38号（幕別町・明野交差点 - 帯広市・大通北1 / 大通南1交差点終点）

### 道路施設

#### 主な橋梁
- 開盛橋（湧別川、紋別郡湧別町）
- 千代田大橋（十勝川、中川郡池田町 - 中川郡幕別町）

#### トンネル
- 置戸トンネル（置戸山、常呂郡置戸町）

#### 道の駅
- オホーツク総合振興局
  - サロマ湖（常呂郡佐呂間町）
  - 愛ランド湧別（紋別郡湧別町）
  - かみゆうべつ温泉チューリップの湯（紋別郡湧別町）
- 十勝総合振興局
  - オーロラタウン93りくべつ（足寄郡陸別町）
  - あしょろ銀河ホール21（足寄郡足寄町、国道241号重複区間内）
  - ステラ★ほんべつ（中川郡本別町）

## 地理

### 通過する自治体
- 北海道
  - オホーツク総合振興局
    - 網走市 - 北見市 - 常呂郡佐呂間町 - 紋別郡湧別町 - 紋別郡遠軽町 - 北見市 - 常呂郡置戸町

  - 十勝総合振興局
    - 足寄郡陸別町 - 足寄郡足寄町 - 中川郡本別町 - 中川郡池田町 - 中川郡幕別町 - 帯広市

### 交差する道路
オホーツク総合振興局
紋別郡湧別町
（国道39号、国道238号との重複区間は省略）
- 国道238号 : 北兵村三区
- 北海道道712号緑蔭中湧別停車場線：北兵村三区
- 北海道道404号上湧別停車場線：上湧別屯田市街地
- 北海道道336号上社名淵上湧別線：上湧別屯田市街地

紋別郡遠軽町
- 北海道道137号遠軽雄武線 : 大通北11
- 北海道道244号遠軽芭露線：大通南1
- 北海道道333号遠軽停車場線 : 大通南1
- 北海道道1032号遠軽安国線：南町1
- 旭川紋別自動車道遠軽IC : 野上
- 国道333号：豊里、生田原水穂
- 北海道道592号湯里生田原停車場線：生田原

北見市
- 国道39号：留辺蘂町旭西、留辺蘂町旭北
- 北海道道307号留辺蘂停車場線：留辺蘂町旭北（国道39号重複区間）

常呂郡置戸町
- 北海道道261号置戸福野北見線：秋田
- 北海道道50号北見置戸線：豊住
- 北海道道986号置戸訓子府北見線：置戸
- 北海道道211号春日置戸線：拓殖
- 北海道道1001号北光置戸線：拓殖

十勝総合振興局
足寄郡陸別町
- 北海道道620号苫務小利別停車場線：小利別
- 北海道道143号北見白糠線：小利別
- 十勝オホーツク自動車道陸別小利別IC : 小利別
- 北海道道51号津別陸別線：陸別
- 北海道道502号斗満陸別停車場線：陸別、上勲祢別

足寄郡足寄町
- 北海道道772号上斗満大誉地線：大誉地本町
- 北海道道621号足寄原野上利別停車場線：上利別本町（2ヶ所）
- 北海道道468号清水谷足寄線：上利別
- 北海道道663号植坂足寄停車場線：下愛冠1丁目
- 国道241号：北1条1丁目（足寄駅前交差点）、郊南1丁目
- 国道274号：郊南1丁目
- 道東自動車道足寄IC：郊南

中川郡本別町
- 北海道道88号本別留辺蘂線：北7丁目、北5丁目
- 北海道道499号勇足本別停車場線・北海道道770号美里別本別停車場線：北3丁目（本別駅交点）
- 北海道道658号本別本別停車場線：北1丁目
- 国道274号：南3丁目（南3丁目・南4丁目交差点）
- 北海道道1154号本別インター線：勇足　→　道東自動車道本別IC
- 北海道道134号本別士幌線：勇足
- 北海道道659号勇足停車場線：勇足
- 北海道道236号勇足池田線：勇足

中川郡池田町
- 北海道道237号池田停車場高島線：高島
- 北海道道496号下居辺高島停車場線：高島
- 道東自動車道池田IC：信取
- 北海道道31号音更池田線：信取
- 北海道道882号利別牛首別線 : 利別西町（利別交差点）
- 北海道道73号帯広浦幌線：利別西町（利別交差点）

中川郡幕別町
- 国道38号：明野

（国道38号との重複区間は省略）

### 峠
- オホーツク総合振興局
  - 金華峠（紋別郡遠軽町 - 北見市）
  - 池北峠（常呂郡置戸町 - 十勝総合振興局足寄郡陸別町）